# Sidi Bel Abbès

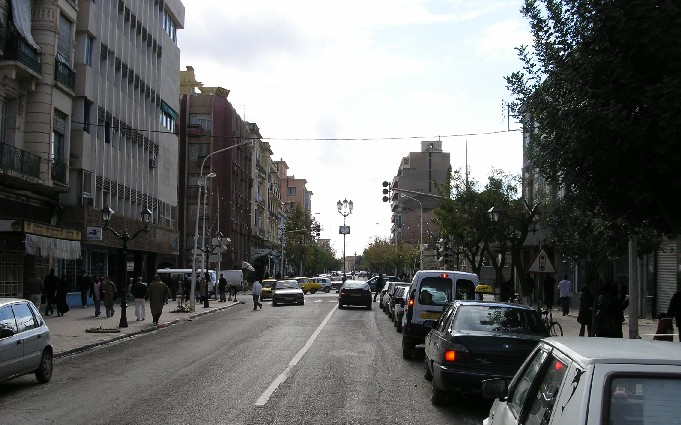
Gata i Sidi Bel Abbès, mars 2006.

Sidi Bel Abbès (arabiska: سيدي بلعباس) är huvudort i provinsen med samma namn i västra Algeriet. Folkmängden i kommunen uppgick till 212 935 invånare vid folkräkningen 2008, varav 210 146 bodde i centralorten. Staden växte upp kring ett franskt militärläger som byggdes vid floden Mékerra 1843 och är numera mest känd för sitt rödvin, men var under lång tid säte för franska främlingslegionen som hade sitt högkvarter där till 1962. För boxningsintresserade är staden också känd som födelseort för Marcel Cerdan.